# Олена Гром
Олена Гром — українська фотографка. Переважною темою її робіт є наслідки російського вторгнення в Україну, переселенці, життя цивільних мешканців (зокрема, дітей) у безпосередній близькості до бойових дій та в окупації. Лауреатка українських і міжнародних конкурсів, а її роботи демонструються на виставках у багатьох країнах світу.

## Біографія і творчість
Олена Гром народилася у Донецьку. Там одружилася, виховувала дітей та будувала дім. У Донецьку у 2014 році виходила на проукраїнські мітинги, у квітні виїхала з сім'єю з Донецька до Києва..
Олена Гром закінчила школу фотографії і за рік створила фотопроєкт «Гіпоксія. Аеропорт», який стосувався теми переселенців. У наступному проєкті «Середовище навчання» зробила серію фото дітей, які мешкають на Донбасі, поблизу бойових дій (зокрема, у місті Мар'їнка). Тему життя людей на Донбасі Гром продовжила фотопроєктом «Утроба». Ці світлини були показані в багатьох країнах світу.
у 2017 році Олена Гром із сім'єю переїхала до Бучі, звідки вимушені були переїхати до Ужгорода через російське вторгнення 2022 року. Під час допомоги переселенцям разом з місцевими волонтерами творила новий фотопроєкт «Між кордонів», під час якого фотографувала на вокзалі людей, котрі рятувалися від війни.
Після деокупації Бучі Гром з родиною повернулися додому. Метою наступних робіт: «Різня у Бучі» та «Мистецтво жити в критичній зоні» — було задокументувати те, що відбувалось у місті під час окупації. Олена Гром була на ексгумаціях, у місцях тортур, в будинках, де жили російські солдати.

У 2023 фотопроєкт «Покоління», присвячений дітям війни з Харківської області, став одним з фіналістів конкурсу для фотографів-документалістів Української асоціації професіональних фотографів.
Серед героїв та героїнь проєкту — діти з Харківщини, які пережили обстріли, окупацію, життя без світла і тепла, дехто втратили рідних. Своїми спогадами вони й діляться у проєкті.
За час повномасштабного вторгнення фотографка створила тисячі світлин про людей, воєнні злочини та події в Україні. Більшість з них були представлені на виставках в Америці та Європі. Також Олена Гром створила короткометражний фільм під назвою «Урожай».
У травні 2024 року персональний сайт Олени Гром був внесений до російського реєстру забороненої інформації і заблокований у Росії, разом з сайтами двох інших українських документалістів, Мстислава Чернова і Саші Маслова.
У 2024 році створила мультімедійний проєкт «Мавки. Камуфляж». Героїнями проєкту є мешканки села Горенка Бучанського району, які плетуть камуфляжний одяг для українських військових. У березні 2022 року село знаходилося на лінії фронту, внаслідок російських обстрілів було зруйновано понад 70% будівель. Після звільнення Київської області жінки Горенки організували волонтерський колектив «Горенські Мавки», який виробляє камуфляжний одяг «Кікімори» для українських снайперів та розвідників.

## Виставки і нагороди
Олена Гром є лауреаткою численних міжнародних конкурсів. Фіналістка LensCulture Portrait Awards UK, YICCA International Contest of Contemporary Art, Kaunas Photo Star Lithuania, Slovak Press Photo, The Tokyo International Foto Awards, Xposure International Photography Awards.
. Фотограф року 2024 за версією Los Angeles photo curator.
Виставлялася в країнах Європи, в США, Японії, Колумбії.

| Рік  | Конкурс                                                                         | Місце проведення           | Номінація                                                                                    | Робота                                                      |
| ---- | ------------------------------------------------------------------------------- | -------------------------- | -------------------------------------------------------------------------------------------- | ----------------------------------------------------------- |
| 2015 | «Моя найкраща фотографія 2015»                                                  | Київ                       | 2 місце                                                                                      | «Літак»                                                     |
| 2016 | Photography Salon «Strom»                                                       | Ружомберок                 | Срібло                                                                                       | «Beach»                                                     |
| 2016 | 93th Scottish International Salon of Photography                                | Карлук                     | Короткий список                                                                              | «Airplane», «Flight»                                        |
| 2017 | PhotOn International Festival of Photojournalism                                | Мюнхен                     | Короткий список                                                                              | «Beach»                                                     |
| 2017 | Kolga Tbilisi Photo                                                             | Тбілісі                    | Короткий список                                                                              | «Hypoxia»                                                   |
| 2018 | PhotogrVphy Grant                                                               |                            | Короткий список                                                                              | «Hypoxia»                                                   |
| 2018 | International Photography Awards USA                                            |                            | Почесна нагорода                                                                             |                                                             |
| 2018 | Slovak Press Photo                                                              | Братислава                 | Фіналістка                                                                                   | «Womb»                                                      |
| 2018 | LensCulture Portrait Awards                                                     | Амстердам                  | Фіналістка                                                                                   | «Children of the War»                                       |
| 2018 | Kaunas Photo Star                                                               | Каунас                     | Фіналістка                                                                                   | «Medium of Instruction»                                     |
| 2018 | International Photographer Of The Year                                          |                            | Срібло                                                                                       | «Children of the war»                                       |
| 2018 | Tokyo International Foto Awards                                                 | Токіо                      | Срібло                                                                                       | «Womb»                                                      |
| 2018 | YICCA International Contest of Contemporary Art                                 | Венеція                    | Фіналістка                                                                                   | «Womb»                                                      |
| 2020 | COCA2020. Center on Contemporary Art                                            | Італія                     | Фіналістка                                                                                   | «Golden»                                                    |
| 2020 | Kolga Tbilisi Photo                                                             | Тбілісі                    | Короткий список (категорія «Сonceptual»)                                                     | «Womb»                                                      |
| 2022 | Prix de la Photographie                                                         | Париж                      | Золото (категорія «Портрет»)                                                                 | «Between borders»                                           |
| 2022 | International Photography Awards                                                |                            | 1 місце (категорія «Press, Contemporary issues»)                                             | «The art of living in the critical zone»                    |
| 2022 | Tokyo International Foto Awards                                                 | Токіо                      | Золото (категорія «Political»); Срібло (категорія «Conflict»); Бронза (категорія «Children») | «Between Borders», «The Art of Living In The Critical Zone» |
| 2022 | Gomma Photography Grant                                                         |                            | Фіналістка                                                                                   | «It's a Mad Mad World»                                      |
| 2022 | London International Creative Competition                                       | Лондон                     | Фіналістка                                                                                   | «Medium of instruction»                                     |
| 2023 | LensCulture Portrait Awards                                                     | Амстердам                  | Фіналістка                                                                                   | «The art of living in the critical zone»                    |
| 2023 | Photometria Awards                                                              | Греція                     | 1 місце                                                                                      | «Herbarium»                                                 |
| 2023 | World Photo Annual by reFocus Awards                                            |                            | Бронза (категорія «Portrait»)                                                                | «Stolen Spring»                                             |
| 2023 | International women in photo award                                              | Париж                      | Фіналістка                                                                                   | «Stolen Spring»                                             |
| 2023 | Head On Portrait Awards 2023                                                    | Сідней                     | Короткий список                                                                              |                                                             |
| 2024 | Національна премія України імені Тараса Шевченка                                | Україна                    | Фіналістка                                                                                   | «Мистецтво жити у критичній зоні»                           |
| 2024 | Xposure International Photography Awards                                        | Об'єднані Арабські Емірати | Головний приз                                                                                | «Stolen Spring»                                             |
| 2024 | Fine Art Photography Awards                                                     |                            | 1 місце (Професійний фотограф року) 1 місце (Професійний портрет)                            | «Stolen Spring»                                             |
| 2024 | LensCulture Portrait Awards                                                     | Амстердам                  | Фіналістка                                                                                   | «Stolen Spring»                                             |
| 2024 | International Photography Competition (The Florida Museum of Photographic Arts) | Флорида                    | 2 місце (Концептуальна фотографія)                                                           | «Stolen Spring»                                             |
| 2024 | KLPA International Portrait Photography Prize                                   | Малайзія                   | Фіналістка                                                                                   | «Stolen Spring»                                             |
| 2024 | Jalon Angel Photography Awards 2024                                             | Іспанія                    | 1 місце (Портрет)                                                                            | «Stolen Spring»                                             |
| 2024 | Beautiful Bizarre Art Prize                                                     |                            | Фіналістка                                                                                   | «Stolen Spring»                                             |
| 2024 | Hollywood Best Indie Film Awards                                                | США                        | Honorable Mention (WAR)                                                                      | «Мавки. Камуфляж»                                           |
| 2024 | Siena Creative Photo Awards                                                     | Сієна                      | 1 місце (Fine Art)                                                                           | «Stolen Spring»                                             |
| 2024 | (Be)longing (Photography Exhibition & Competition)                              |                            | 1 місце                                                                                      |                                                             |
| 2025 | Photo Oxford 2025                                                               | Оксфорд                    | 1 місце                                                                                      | «Stolen Spring»                                             |
| 2025 | Golden Shot                                                                     |                            | 1 місце                                                                                      | «Stolen Spring»                                             |